# M548
M548 — це американський вантажний гусеничний транспортер, який був розроблений у 1960-х роках для військових на основі ходової частини бронетранспортера M113.

Він використовується для перевезення вантажів, боєприпасів та інших матеріалів в недоступній для колісної техніки місцевості. 

## Історія створення
M548 був розроблений як транспортний засіб для контрбатарейного радара AN/MPQ-32, який так і не пішов у серію.

Тому американські військові почали використовувати транспортер для доставки артилерійських снарядів до САУ M109 та M110.

Також M548 використовувався і як база для різних спеціалізованих машин. Наприклад для пускової установки під ОТРК MGM-52 Lance.

Транспортери виготовлялися корпорацією FMC Corp. на їхніх заводах у Сан-Хосе, Каліфорнія, і Чарлстоні, Західна Вірджинія.

Норвезька версія гусеничних транспортерів M548 має назву NM199.

## Модифікації
M548A1
M548A2
M548A3
M1015
NM199

## Оператори

### Україна
Норвегія надає Україні близько 50 гусеничних транспортерів M548. Про це, 19 вересня 2023 року, повідомив уряд Норвегії на своєму сайті.

Раніше ця техніка стояла на базах зберігання норвезької армії, та проходить відновлення перед передачею в ЗСУ.
- Аргентина
- Австралія
- Бахрейн
- Канада
- Чилі
- Іран
- Ірак
- Ізраїль
- Італія
- Норвегія
- Португалія
- Саудівська Аравія
- Південна Корея
- Іспанія
- Швейцарія
- Велика Британія
- Україна ~ 50 одиниць.[3]
- США
- В'єтнам

## Галерея

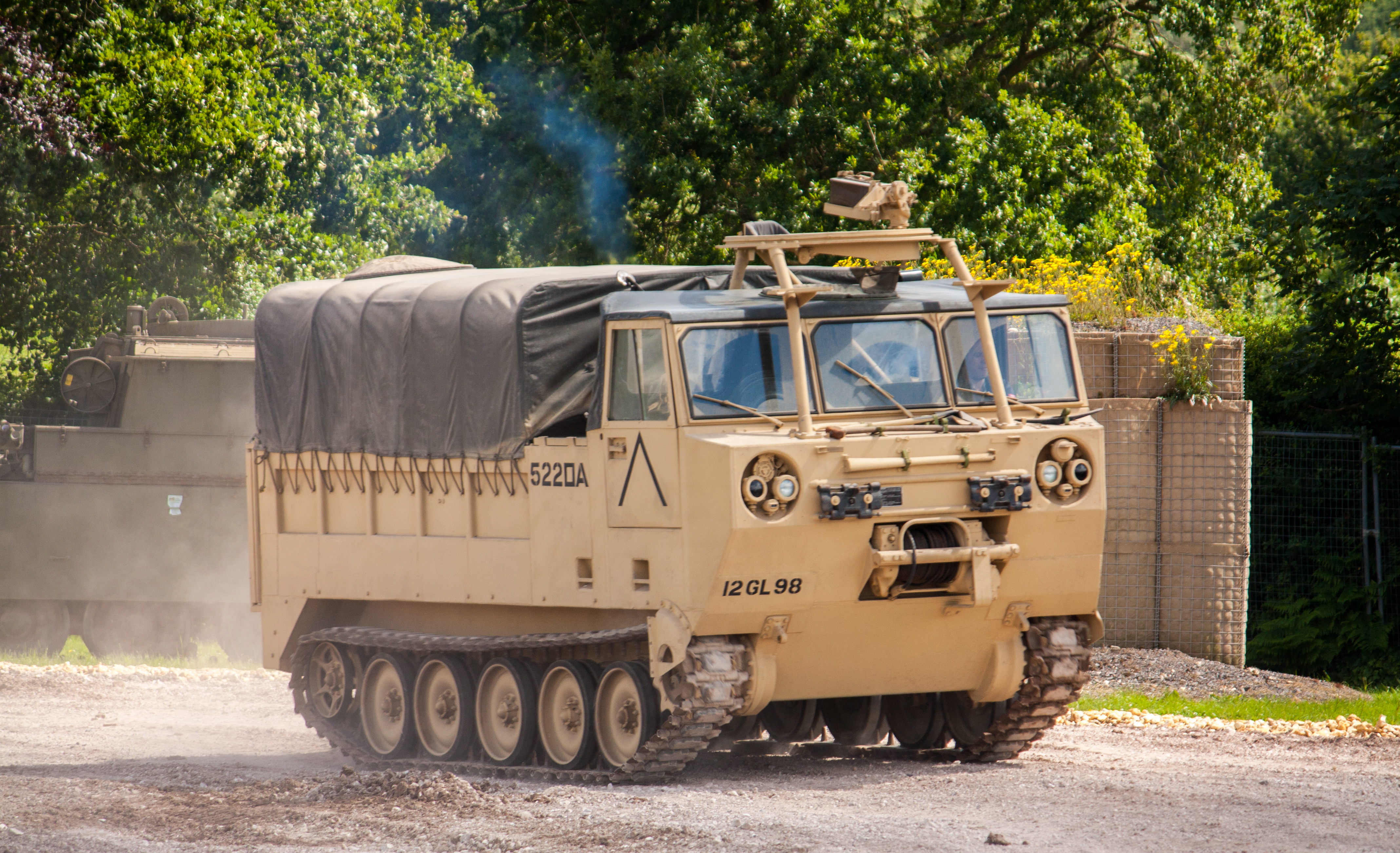
гусеничний вантажний транспортер M548, Велика Британія, 2012.
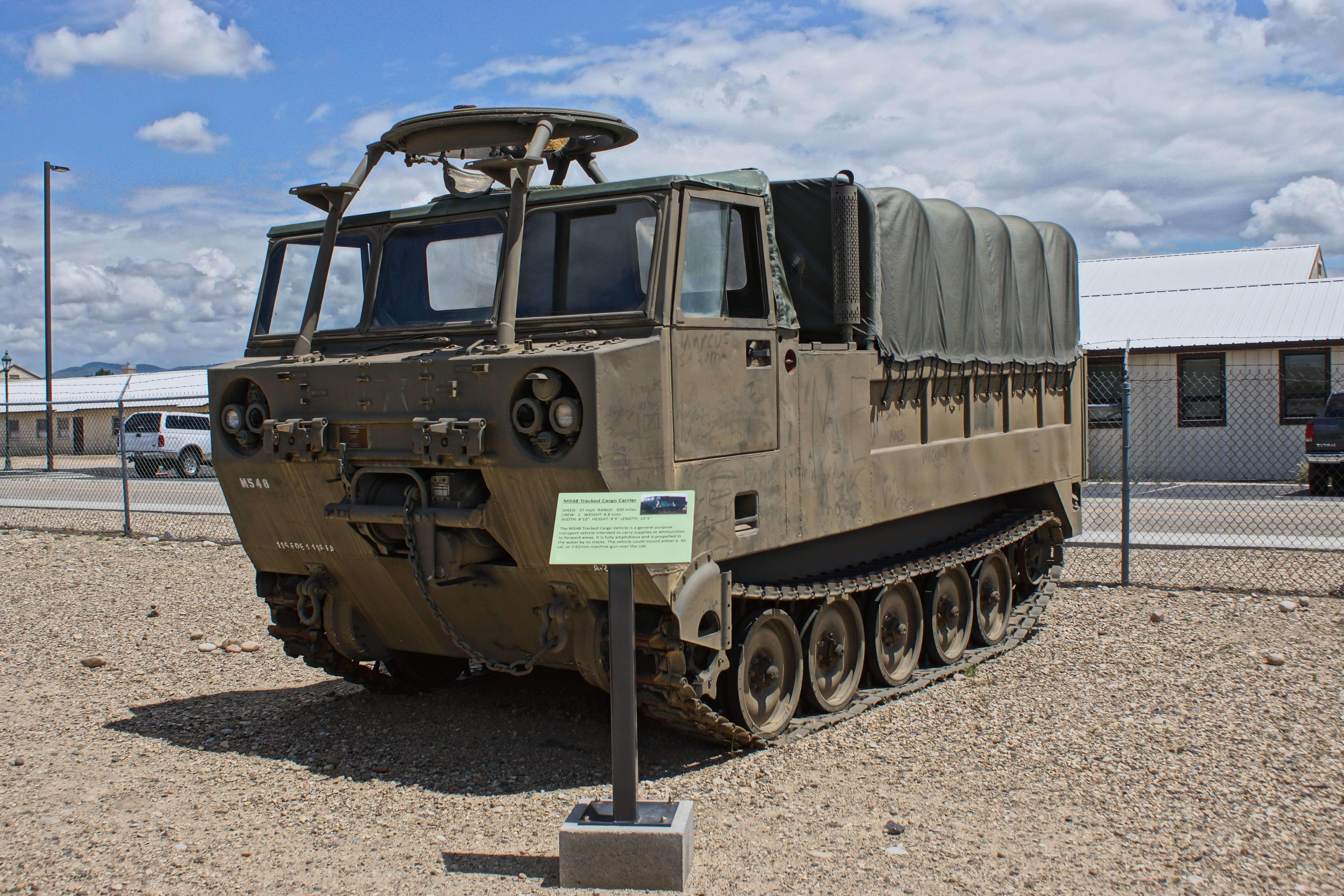
гусеничний вантажний транспортер M548, Музей військової спадщини, Gowen Field ANGB, Boise, Idaho 2018
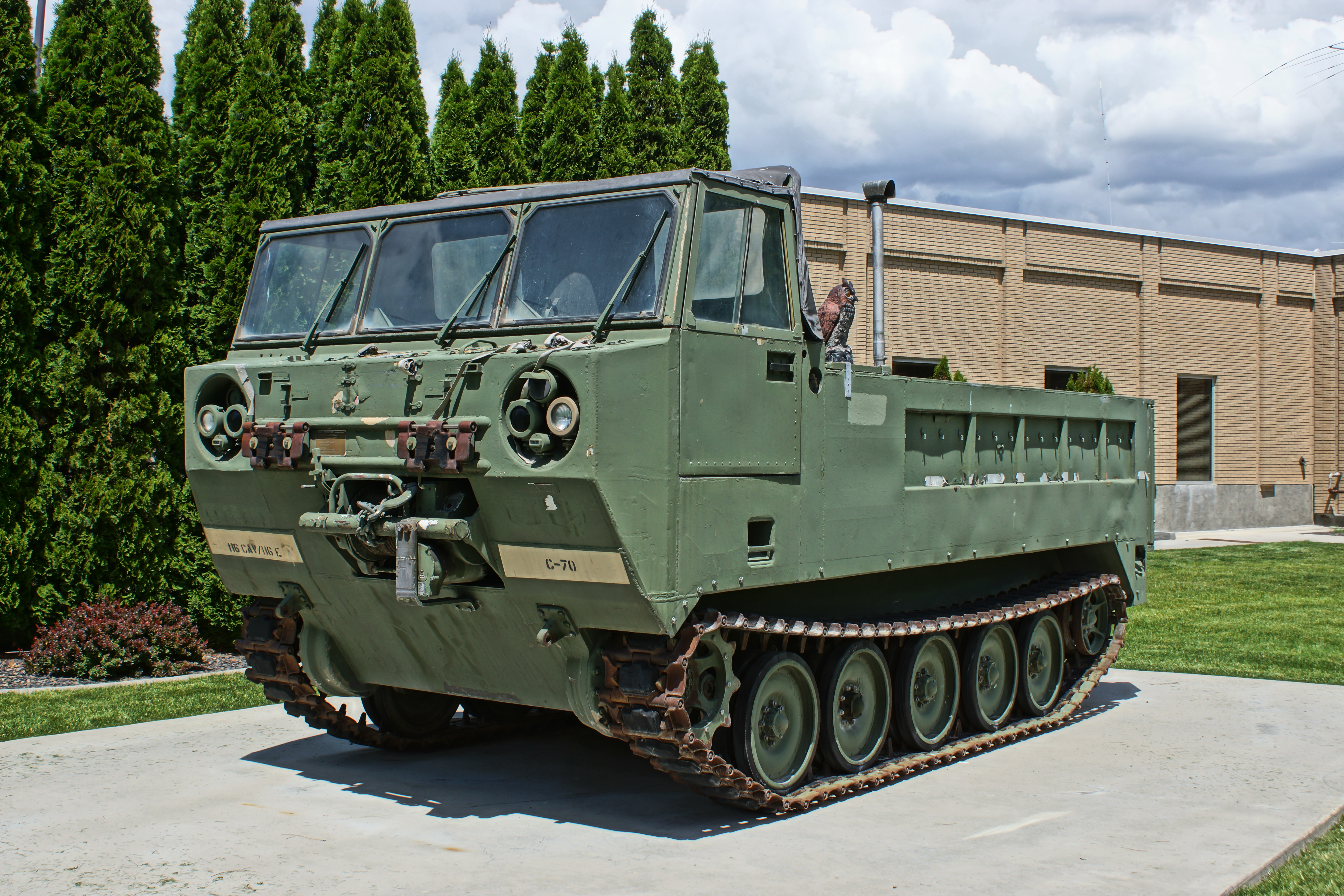
гусеничний вантажний транспортер M548, Музей військової спадщини, Gowen Field ANGB, Boise, Idaho 2018
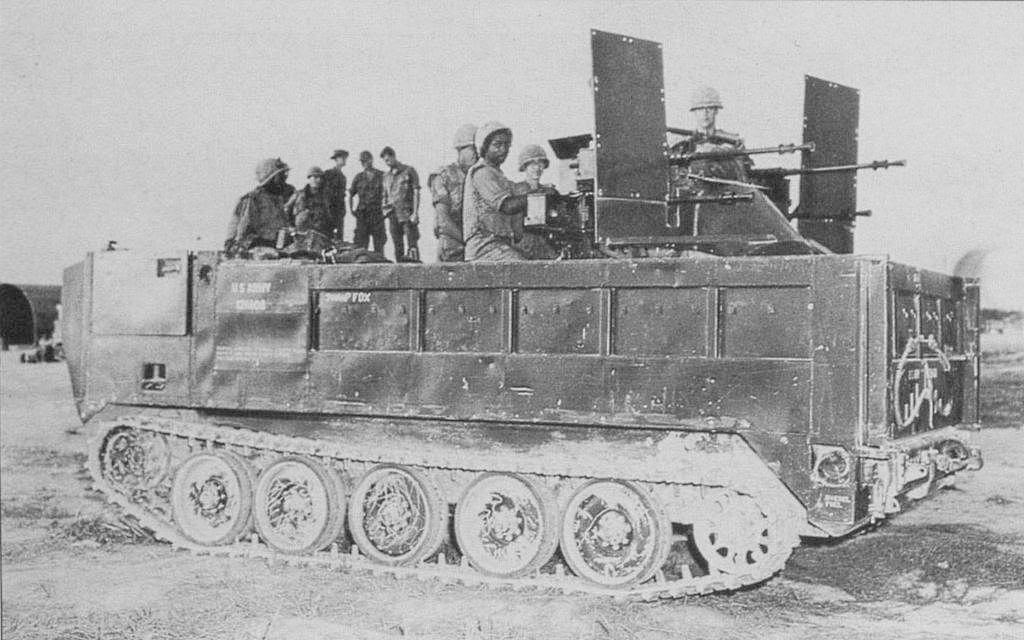
гусеничний вантажний транспортер M548, В’єтнам, 1968 – 1971.
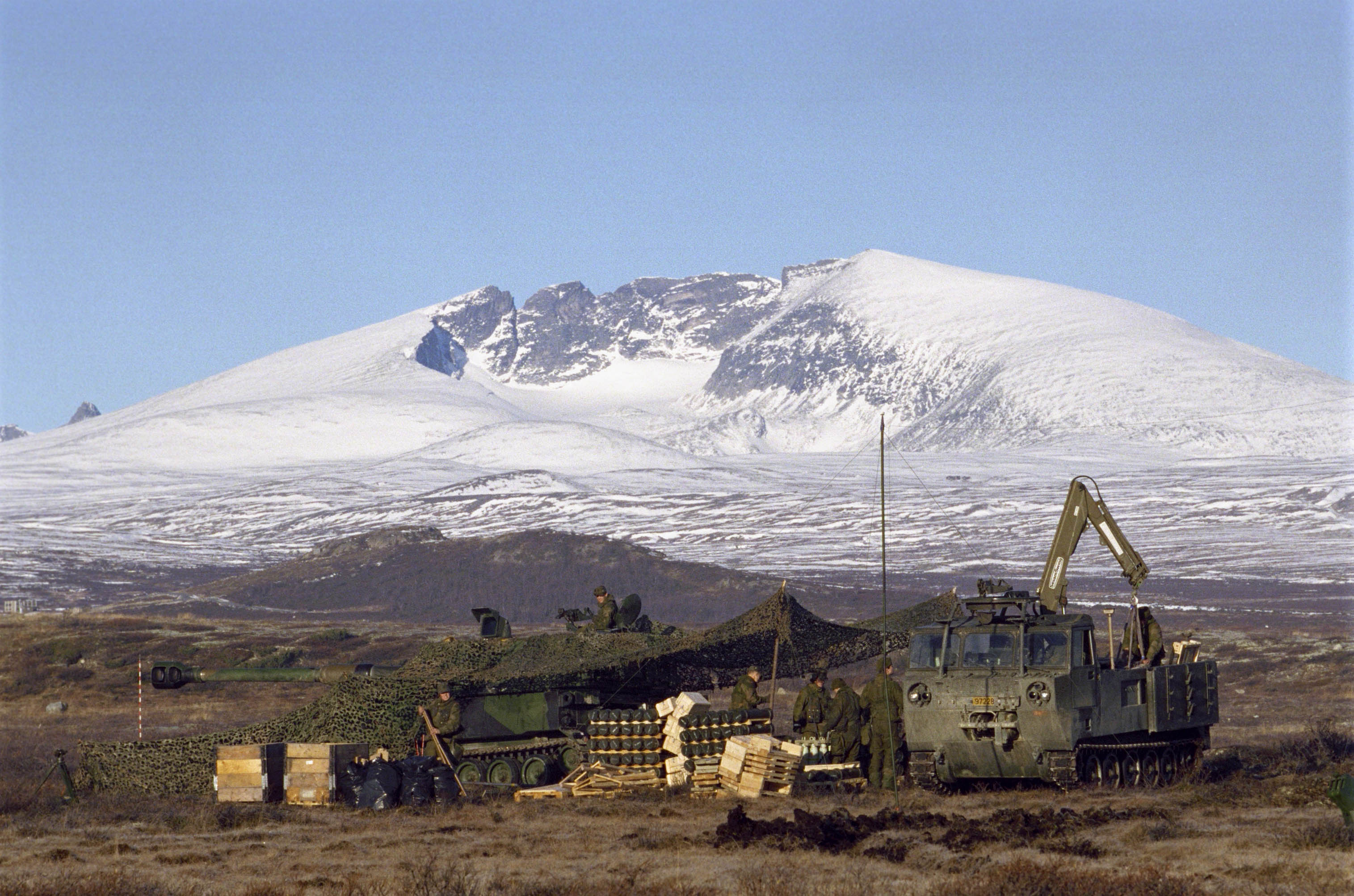
гусеничний вантажний транспортер M548,Норвегія, полігон Hjerkinn, 1999.